# راد میلبورن
راد میلبورن (انگلیسی: Rod Milburn; ۱۸ مارس ۱۹۵۰ – ۱۱ نوامبر ۱۹۹۷) دونده اهل ایالات متحده آمریکا بود.
وی در مسابقات کشوری و بین‌المللی در مجموع برندهٔ ۲ مدال طلا، ۱ مدال برنز شده‌است.